# Порядок наследования гессенского престола

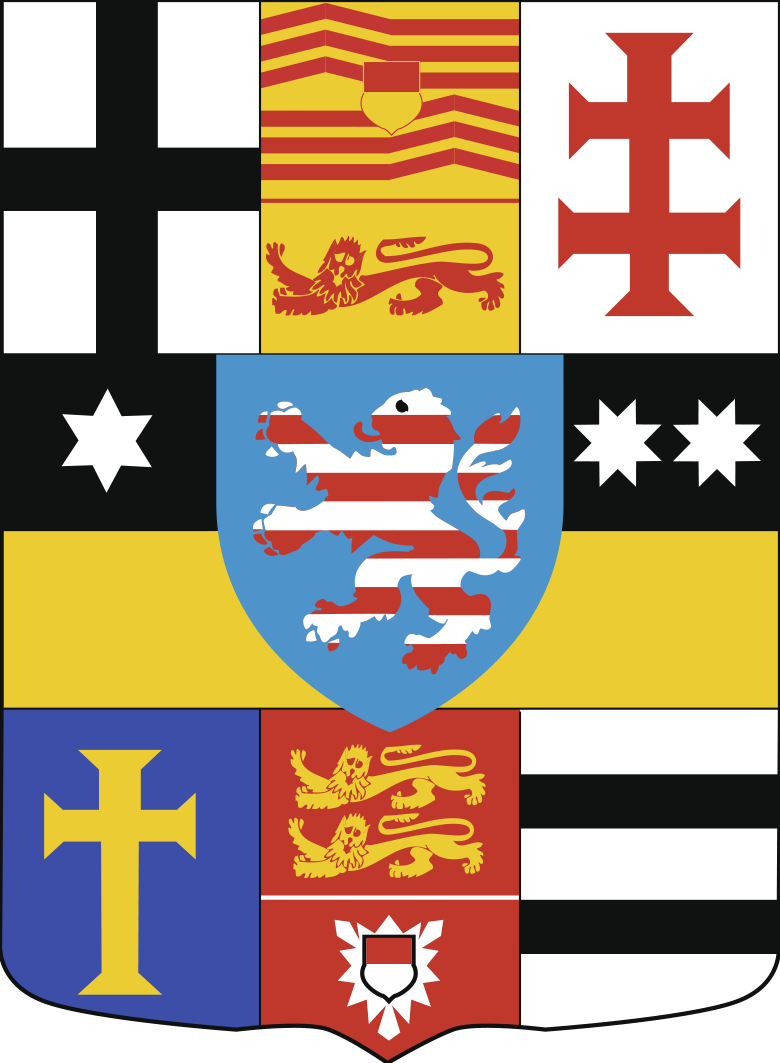
Герб Курфюршества Гессен (Гессен-Кассель)

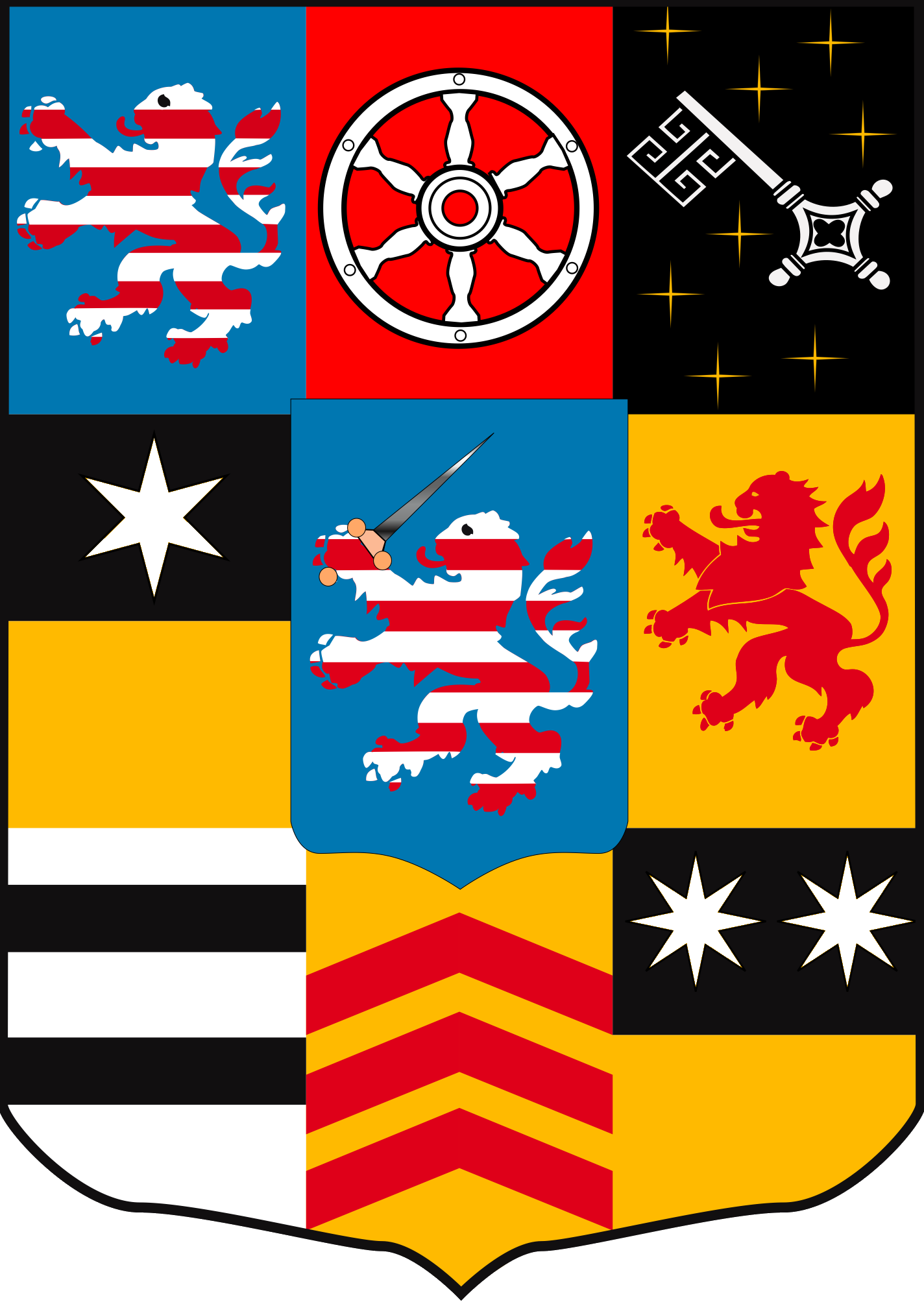
Герб Великого герцогства Гессенского (Гессен-Дармштадт)

Курфюршество Гессен было ликвидировано в 1866 году. Территория курфюршества была оккупирована пруссаками и включена в состав Прусского королевства. Великое герцогство Гессен было упразднено в ноябре 1918 года во время Ноябрьской революции в Германии. Закон о престолонаследии в Гессене, как и большинстве бывших немецких государствах Священной Римской империи, был полусалическим Архивная копия от 4 марта 2016 на Wayback Machine. Женщины могли унаследовать курфюрстский и герцогский престол после пресечения мужской линии дома.
В настоящее время претендентом на титулы курфюрста Гессенского и великого герцога Гессенского является Донатус, ландграф Гессенский (род. 1966), с 2013 года — глава Гессенского дома, титулярный король Финляндии и Карелии, великий герцог Гессенский и Рейнский, ландграф Гессенский. В 1968 году после смерти бездетного Людвига, принца Гессенского (1908—1968), титул великого герцога Гессенского и Рейнского унаследовал его родственник, Филипп Гессен-Румпенхаймский (1896—1980), глава Гессенского дома (1940—1980) и дед Донатуса. В 2013 году после смерти своего отца, принца Морица Гессенского (1926—2013), Донатус унаследовал титулы ландграфа Гессенского, великого герцога Гессенского и Рейнского, курфюрста Гессена.

## Гессен-Кассельская линия
- Фридрих Карл Гессен-Кассельский (1868—1940)
  - Филипп Гессен-Румпенхаймский (1896—1980)
    -  Мориц Гессенский (1926—2013)
      - Донатус Гессенский (род. 1966)
        - (1) Мориц, наследный принц Гессенский (род. 2007)
        -  (2) Принц Август Гессенский (род. 2012)[1]

      -  (3) Принц Филипп Гессенский (род. 1970)
        -  (4) Принц Тито Гессенский (род. 2008)

  -  Принц Кристоф Гессенский (1901—1943)
    - Принц Карл Адольф Гессенский (1937—2022)
      -  (5) Принц Кристоф Гессенский (род. 1969)

    -  (6) Принц Райнер Гессенский (род. 1939)

### Порядок наследования в 1866 году
- Фридрих II, ландграф Гессен-Кассельский (1720—1785)
  -  Вильгельм I, курфюрст Гессен-Кассельский (1743—1821)
    -  Вильгельм II, курфюрст Гессен-Кассельский (1777—1847)
      -   Фридрих Вильгельм, курфюрст Гессен-Кассельский (род. 1802)

  -  Принц Фридрих Гессен-Кассельский (1747—1837)
    - (1) Принц Вильгельм Гессен-Кассельский (род. 1787)
      -  (2) Принц Фридрих Вильгельм Гессен-Кассельский (род. 1820)
        - (3) Принц Фридрих Вильгельм Гессен-Кассельский (род. 1854)
        -  (4) Принц Александр Фридрих Гессен-Кассельский (род. 1863)

    - (5) Принц Фридрих Вильгельм Гессен-Кассельский (род. 1790)
    -  (6) Принц Георг Карл Гессен-Кассельский (род. 1793)

## Гессен-Филипсталь-Бархфельдская и Гессен-Филипстальская линии
В 1866 году ландграфство Гессен-Филипсталь-Бархфельд было присоединено к Прусскому королевству. Гессен-Филипстальская линия угасла в 1925 году, сейчас существует только Гессен-Филипсталь-Бархфельдская ветвь.
- Хлодвиг Гессен-Филипсталь-Бархфельдский (1876—1954)
  -  Принц Вильгельм Гессен-Филипсталь-Бархфельдский (1905—1942)
    - Вильгельм, ландграф Гессен-Филипсталь-Бархфельдский (род. 1933)
      - (1) Принц Вильгельм Гессен-Филипсталь-Бархфельдский (род. 1963)
        - (2) Принц Вильгельм Эрнст Гессен-Филипсталь-Бархфельдский (род. 2005)
        - (3) Принц Филипп Август Гессен-Филипсталь-Бархфельдский (род. 2006)
        - (4) Принц Конрад Гессен-Филипсталь-Бархфельдский (род. 2007)

      - Принц Отто Гессен-Филипсталь-Бархфельдский (1965—2020)
        - (5) Принц Макс Гессен-Филипсталь-Бархфельдский (род. 1999)
        - (6) Принц Мориц Гессен-Филипсталь-Бархфельдский (род. 2007)
        - (7) Принц Леопольд Гессен-Филипсталь-Бархфельдский (род. 2009)

    -  Принц Герман Гессен-Филипсталь-Бархфельдский (1935—2019)
      - (8) Принц Алексис Гессен-Филипсталь-Бархфельдский (род. 1977)

### Порядок наследования в 1866 году
- Филипп, ландграф Гессен-Филипстальский (1655—1721)
  -  Карл I, ландграф Гессен-Филипстальский (1682—1770)
    -   Вильгельм, ландграф Гессен-Филипстальский (1726—1810)
      -   Эрнст Константин, ландграф Гессен-Филипстальский (1771—1849)
        -   Карл II, ландграф Гессен-Филипстальский (род. 1803)
          -  (1) Наследный принц Эрнст Гессен-Филипстальский (род. 1846)
          - (2) Принц Карл Гессен-Филипстальский (род. 1853)

  -   Вильгельм, ландграф Гессен-Филипсталь-Бархфельдский (1692—1761)
    -   Адольф, ландграф Гессен-Филипсталь-Бархфельдский (1743—1803)
      -   Карл, ландграф Гессен-Филипсталь-Бархфельдский (1784—1854)
        -  Алексис, ландграф Гессен-Филипсталь-Бархфельдский (род. 1829)
        -  (1) Принц Вильгельм Гессен-Филипсталь-Бархфельдский (род. 1831)

## Линия наследования в Великом герцогстве Гессен в ноябре 1918 года
- Эрнст Людвиг, великий герцог Гессенский (род. 1868)
  - (1) Георг Донатус, наследный великий герцог Гессенский (род. 1906)
  -  (2) Принц Людвиг Гессенский и Рейнский (род. 1908)